# 暹邏航空
暹邏航空（英文：Siam air Transport, Thailand）是一間於2014年在泰國曼谷成立的航空公司，國際航空運輸協會航空公司代碼（IATA）為O8，經營泰國國內、香港及中國大陸的定期航班及包機業務，於2014年開始飛航服務，其機隊包括2架波音737-300，並於2015年增加2架波音737-800s。
暹羅航空於2017年結束營運。

## 航線

### 國際線[1]
- 中国大陆
  - 廣州 - 廣州白雲國際機場
  - 鄭州 - 鄭州新鄭國際機場
- 香港
  - 香港 - 香港國際機場
- 澳門
  - 澳門 - 澳門國際機場
- 新加坡
  - 新加坡 - 新加坡樟宜機場
- 泰國
  - 曼谷 - 廊曼國際機場

## 機隊

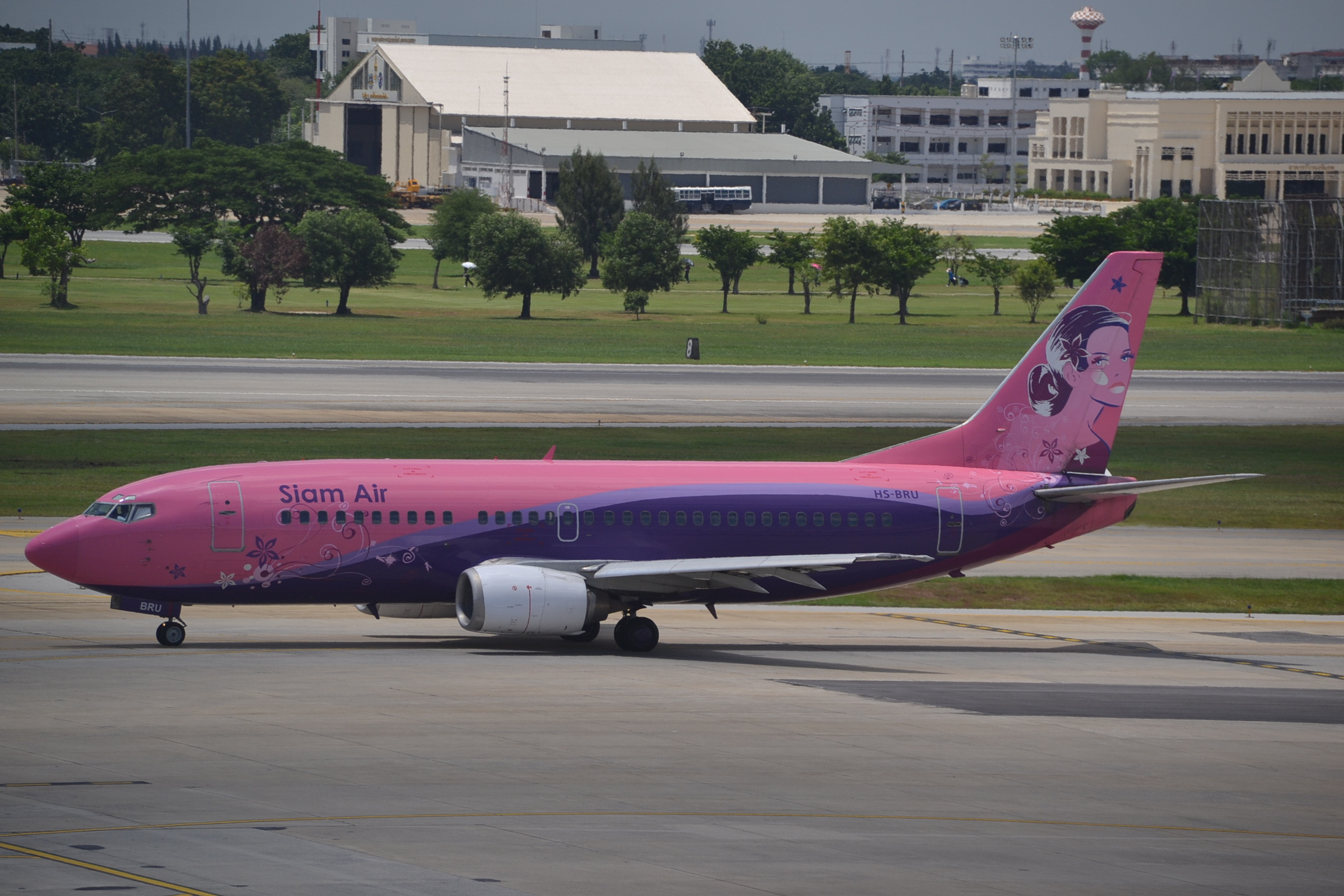
泰國暹邏航空波音737客機於泰國曼谷廊曼國際機場

泰國暹邏航空機隊共有4架，截至2015年12月，泰國暹邏航空機隊平均機齡14.1年。

## 外部連結
- 泰國暹邏航空的官方網站